# Kwiatkowo (Lelkowo)
Pour les articles homonymes, voir Kwiatkowo.
Kwiatkowo est un village polonais de la voïvodie de Varmie-Mazurie, dans le powiat de Braniewo, gmina de Lelkowo.